# Atimia okayamensis
Atimia okayamensis là một loài bọ cánh cứng trong họ Cerambycidae.